# Härdighet
Härdighet är växters förmåga att överleva vintern.

## Vedartade växters härdighet

### Sverige
Riksförbundet Svensk Trädgård har utarbetat en zonkarta bestående av åtta odlingszoner. Zon 1 finns i landets mildaste delar och zon 8 i de kallaste regionerna. Ju högre zontal desto härdigare anses växten vara. 
Den första kartan lanserades 1912 av Sveriges Pomologiska Förening och hade fem zoner. År 1941 tillkom zon 6. Genom åren har zonkartan utvecklats till dagens åtta.
I praktiken varierar klimatet mycket inom en odlingszon. Zonkartan ger ändå en bra uppfattning om odlingsförutsättningarna.

### USA
US Department of Agriculture (USDA) har tagit fram en zonkarta för den nordamerikanska kontinenten. Systemet bygger på den årslägsta temperaturen i genomsnitt (sett över ett antal mätår) och bestod ursprungligen av tio zoner. Senare har varje zon indelats i två, exempelvis zon 6a och zon 6b.
- Zone 3 (-35 °F) (-37 °C)
- Zone 4 (-25 °F) (-32 °C)
- Zone 5 (-15 °F) (-26 °C)
- Zone 6 (-5 °F) (-21 °C)
- Zone 7 (5 °F) (-15 °C)
- Zone 8 (15 °F) (-9 °C)
- Zone 9 (25 °F) (-4 °C)
- Zone 10 (35 °F) (+2 °C)

Systemet är inte direkt översättbart till det svenska systemet, då det amerikanska inte tar hänsyn till värmeperiodens längd och intensitet. En växtart som är anpassad för t.ex. ett inlandsklimat kan mycket väl klara extremt låga temperaturer, men behöver kanske även långa perioder av högsommarvärme för att överleva, alternativt kan ha svårt för perioder av mildväder vintertid – om den då alldeles för tidigt börjar "tro" att det blivit vår.[källa behövs]

### Europa
European Garden Flora har lanserat ett motsvarande system:
- H1 (-20 °C och lägre)
- H2 (-15° till -20 °C)
- H3 (-10° till -15 °C)
- H4 (-5° till -10 °C)
- H5 (0° till -5 °C)
- G1 (kräver kallväxthus även i södra Europa)
- G2 (kräver varmväxthus i hela Europa)
  - Walters, S.M. (1986). The European Garden Flora, Vol. 1. Pteridophyta; Gymnospermae; Angiospermae — Alismataceae to Iridaceae. ISBN 0-521-24859-0

## Örtartade växters härdighet
Det finns ett system för fleråriga, örtartade växters härdighet som svenska perennodlare utvecklat. Det har ännu inte fått samma utbredning som zonkartan för vedartade växter.
Växterna kan delas in i fyra härdighetsklasser A, B, C. och D:
- A = En perenn som kan odlas över hela landet utan några speciella arrangemang.
- B = En perenn som kan odlas över hela landet, men kräver en skyddad och väldränerad växtplats för att utvecklas bra.
- C = En perenn som kan odlas i stora delar av landet och kräver samma förhållanden som B för god utveckling.
- D = Perenner som bara kan odlas i de delar av landet som är mest värmegynnade. Stora krav på dränering och vinterskydd krävs.